# Ante Budimir
Ante Budimir   (Zenica, 22 de juliol de 1991) és un futbolista professional croat que juga com a davanter al club de la Lliga Osasuna i a la selecció de Croàcia.

## Carrera de club

### FC St. Pauli
L'agost de 2014, Budimir es va incorporar al club alemany FC St. Pauli de la 2. Bundesliga amb un contracte de quatre anys fins al 2018. El St. Pauli va haver de pagar una quota de trasllat que es creu que rondava els 900.000 euros. En una entrevista sobre el fitxatge de Budimir, l'exinternacional croat Jurica Vranješ el va descriure com a "alt, fort en l'aire i fiable en les combinacions" i va comparar el seu estil amb el de Dimitar Berbatov. Budimir va tenir una etapa difícil al St. Pauli, marcant un gol en 20 aparicions amb la samarreta del St. Pauli.

### Crotone i Sampdoria
L'1 de setembre de 2015, Budimir va ser cedit al club italià FC Crotone per a la resta de la temporada. Va fer el seu debut a Crotone el 7 de setembre de 2015, en una derrota per 4-0 davant el Cagliari Calcio, entrant com a substitut al minut 71 de Pietro De Giorgio. El març de 2016, Crotone va exercir la seva opció de compra d'un milió d'euros sobre el jugador. Budimir va acabar la temporada com a màxim golejador del Crotone amb 16 gols en 40 aparicions a la Sèrie B, ja que van ascendir com a subcampió al Càller; aquest nombre va ser el quart per als golejadors en tota la temporada de lliga.
El juny de 2016, abans de la temporada de debut de Crotone a la Sèrie A, la Sampdoria de la mateixa lliga va activar la clàusula d'exoneració de Budimir que es creu que era d'uns 1,8 milions d'euros, i el jugador va signar un acord que finalitzava a mitjans del 2020. Un any després, va ser enviat de nou a Crotone amb un préstec d'un any amb obligació de compra. L'obligació s'ha complert al descensat Crotone al final de la temporada, i es va quedar al club amb contracte indefinit.

### Mallorca
El 15 de gener de 2019, Budimir es va traslladar cedit al RCD Mallorca. Va marcar el seu primer gol amb el club balear el 3 de febrer en un penal estil Panenka en una victòria per 2-0 a casa davant l'AD Alcorcón, i després va ser expulsat. El 27 de juny, després d'aconseguir l'ascens a la primera divisió -va marcar el primer gol quan van revertir un desavantatge de 2-0 de l'anada per derrotar el Deportivo de La Corunya per 3-2 global a la final del play-off- hi va signar un contracte permanent per una quota de 2,2 milions d'euros.
Durant la temporada 2019-20, Budimir va marcar 13 gols, que també el van situar com el vuitè millor golejador de la Lliga 2019-20.

### Osasuna
El 5 d'octubre de 2020, Budimir va ser cedit al CA Osasuna de primera divisió per a la temporada 2020-21. El 7 de juny de 2021, l'Osasuna va anunciar el fitxatge de Budimir amb un contracte permanent fins al juny de 2025. A la temporada 2023-24, es va convertir en el màxim golejador del seu club, i també va establir una nova marca personal a la Lliga marcant 17 gols.

## Carrera internacional
El 27 d'agost de 2020, durant l'entrenament de pretemporada, Budimir va ser convocat per l'entrenador de la selecció de Croàcia Zlatko Dalić per als enfrontaments de setembre de la Lliga de Nacions contra Portugal i França. Va fer el seu debut amb la selecció nacional el 7 d'octubre en una victòria amistosa per 2-1 contra Suïssa, donant a Mario Pašalić una assistència per al gol de la victòria. Va marcar el seu gol de debut l'11 de novembre en un amistós 3-3 amb Turquia.
Budimir va ser membre de la selecció de Croàcia que va quedar tercera a la Copa del Món de la FIFA 2022. Va aparèixer dues vegades com a substitut: als vuitens de final contra el Japó i als quarts de final contra el Brasil.
El 21 de novembre de 2023, Budimir va marcar l'únic gol de la victòria de Croàcia per 1-0 sobre Armènia per classificar la nació per a la UEFA Euro 2024.

## Vida personal
La família de Budimir prové del poble d'Ozimica a Bòsnia i Hercegovina, i va néixer a Zenica, ja que era la ciutat més propera amb un hospital adequat. Fugint de la guerra, la família es va traslladar a Croàcia quan Budimir tenia 6 mesos.

## Palmarès
Croàcia
- Tercer lloc de la Copa del Món de la FIFA: 2022[22]